# 백도빈
백도빈(白道彬, 1978년 3월 21일~)은 대한민국의 배우이자 모델이다. 1997년에 패션 모델로 처음 활약했었다.
그의 대표작으로는 영화 슈퍼스타 감사용, 드라마 무신 등이 있다.

## 학력
- 단국대학교 체육교육학, 사학 (학사)

## 생애
2008년 여름 영화 ‘살인캠프’에 함께 출연했던 정시아와 교제하다가 2009년 3월 7일 혼인하였다. 두 사람은 혼인 4개월 만에 아들을 얻었다. MBC 드라마 선덕여왕에서 미실의 아들 보종 역을 맡아 강직하고 야심찬 역할을 연기했고 2012년 MBC 대장경 천년 특별 기획 드라마 '무신'에서는 최우의 기생에서 난 아들로 후일 김준의 도움으로 제3대 막부 주군에 오른다. 승려 때 이름은 만전이었고 1249년 아버지 최우가 죽자 정권을 이어받아 권력자 최항(崔沆, ? ~ 1257)으로 성장하는 배역이다.

## 출연작

### 영화
- 2017년 《시간위의 집》 - 임 형사 역
- 2016년 《판도라》 - 구조대장 역
- 2016년 《어떻게 헤어질까》
- 2016년 《두 개의 연애》 - 지훈 역
- 2015년 《살인캠프》 - 명훈 역
- 2015년 《어우동: 주인 없는 꽃》 - 이동 역
- 2013년 《콩나물》 - 남혁 역
- 2013년 《캐치미》 - 오 경위 역
- 2012년 《내가 고백을 하면》 - 재호 역
- 2012년 《나는 왕이로소이다》 - 양녕대군 역
- 2011년 《소녀 K》 - 최태영 역
- 2011년 《챔프》 - 성현 역
- 2010년 《쩨쩨한 로맨스》 - 민호 역
- 2009년 《전우치》 - 친일파 역
- 2009년 《킬미》 - 신인 킬러 역
- 2008년 《1724 기방난동사건》 - 세제 역
- 2007년 《죽어도 해피엔딩》 - 신참 조 형사 역
- 2007년 《히어로》
- 2006년 《괴물》 - 방역차 마른남 역
- 2006년 《Mr. 로빈 꼬시기》 - 홍 대리 역
- 2006년 《타짜》 - 용해 역
- 2005년 《너는 내 운명》 - 국선변호사 역
- 2005년 《삼거리 박씨 미행기》
- 2004년 《슈퍼스타 감사용》 - 중견수 김경남 역
- 2004년 《범죄의 재구성》 - 청년 역

### 드라마
- 2015년 TV조선 & tvN 단막극 《위대한 이야기 - 이주일의 못생겨서 죄송합니다》 - 박정환 역
- 2012년 MBC 드라마 《무신》 - 최항 역
- 2011년 MBC 드라마 《나는 살아있다》 - 진모 역
- 2009년 MBC 드라마 《선덕여왕》 - 미실 - 설원랑 아들, 보종 역
- 2008년 tvN 드라마 《맞짱》 - 최 대리 역

### 방송
- 《오! 마이 베이비》 (SBS, 2016년)

## CF
- 2009년 SK텔레콤 - T밴드[1]